# Stasys Raštikis
Stasys Raštikis, litovski general, * 1896, † 1985.